# Роксолана (оркестр)
«Роксолана» — народний самодіяльний дівочий духовий оркестр Кременчуцької гуманітарно-технологічної академії. Заснований у 2000 році. Засновником і незмінним керівником колективу є заслужений працівник культури України Віктор Федорович Квітка. «Роксолана» є єдиним суто дівочим духовим оркестром в Україні.

## Історія
У 1970-1990-х роках у Кременчуцькому педагогічному училищі існував духовий оркестр, керівником якого з 1986 по 1999 рік був Анатолій Тимофійович Пидорич. Під його керівництвом оркестр училища постійно займав високі місця на обласному конкурсі «Студентська весна». У 1999 році Анатолій Тимофійович вийшов на пенсію.
Духовий оркестр в училищі був відроджений вже в 2000 році під назвою «Роксолана» й під керівництвом Віктора Федоровича Квітки, який до 2000 року працював з аналогічним колективом в Олександрійському педагогічному училищі імені В. О. Сухомлинського. У 1998 році оркестр Олександрійського педучилища отримав звання «народного», а в 1999 році Віктор Квітка прийняв запрошення створити дівочий духовий оркестр у Кременчуцькому педагогічному училищі імені А. С. Макаренка (пізніше — педагогічний коледж, зараз — гуманітарно-технологічна академія). Частина учасниць з попереднього колективу продовжила навчання в Кременчуці, і вже у 2000 році розпочалися перші репетиції нового складу.
Перший виступ оркестру відбувся у травні 2000 року на марш-параді духових оркестрів у Полтаві. У 2002 році колектив здобув перемогу на цьому ж фестивалі та взяв участь у Всеукраїнському фестивалі «Трускавець представляє». У 2003 році оркестр отримав звання «народного».
У 2004 році діяльності оркестру було присвячено випуск телепередачі «Я здивую світ» Національної телекомпанії України. Після цього «Роксолана» розпочала міжнародну гастрольну діяльність: у 2005 році колектив спільно з київським ансамблем барабанщиць «Киянки» був запрошений на карнавал до Сицилії. Упродовж наступних п'яти років музикантки виступали на карнавалах у сицилійських містах Меліллі, Адрано, Палермо та Сиракузи.
У ті роки оркестр розпочав виконання дефіле-програми, поєднуючи гру на духових інструментах із синхронним маршируванням і стройовими вправами, що наблизило виступи до видовищного шоу.
Окрім виступів у різних містах і селищах України, оркестр активно гастролює за кордоном. Географія його виступів широка: Італія, Франція, Білорусь, Молдова, Польща, Єгипет, Південна Корея, Китай.

## Особливості функціонування

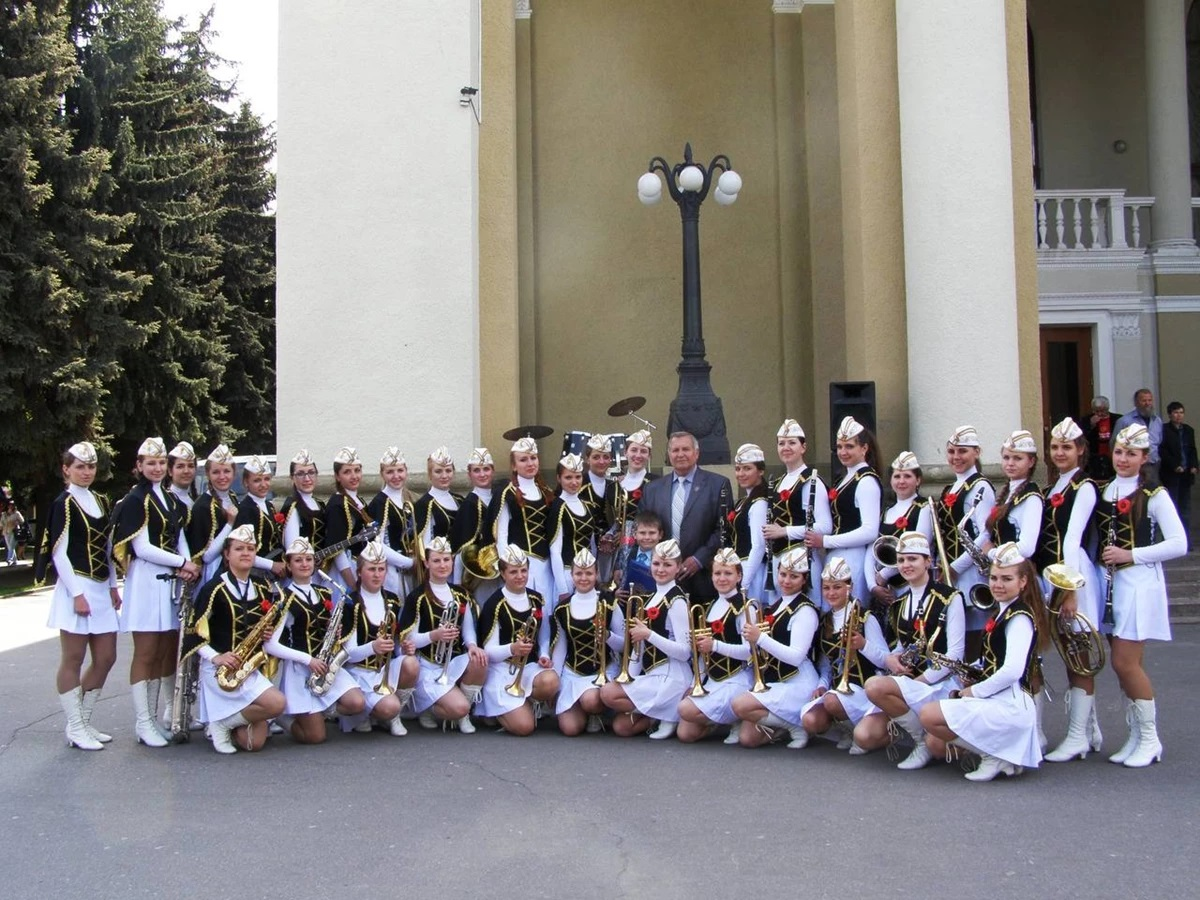
«Роксолана» у 2010-х

Оркестр «Роксолана» є унікальним за складом — це суто дівочий духовий колектив. Учасницями оркестру є студентки Кременчуцької гуманітарно-технологічної академії, а також учениці Наукового ліцею «Політ», що діє при академії.
Більшість оркестранток не мають попереднього музичного досвіду, а професійну підготовку здобувають переважно за напрямами педагогіки — як майбутні вчительки початкових класів чи виховательки дошкільних закладів. У навчальних планах закладу не передбачено окремої дисципліни «Оркестровий клас», тому участь у колективі є виключно добровільною і здійснюється в позаурочний час.
Однією з основних труднощів функціонування оркестру є постійна зміна його складу: щороку частина учасниць випускається, і на їхнє місце набирають нових, які потребують початкового навчання грі на духових інструментах. З метою ефективної підготовки новачків керівник колективу Віктор Квітка розробив авторську методику роботи з дівчатами-початківцями. Організація занять передбачає як індивідуальні, так і колективні репетиції. Індивідуальні заняття є обов'язковими і мають проходити щодня, навіть якщо час їх проведення обмежений.
Репертуар оркестру складається з творів українських та зарубіжних композиторів різного рівня складності, що охоплюють широкий спектр музичних напрямів, жанрів і стилів. Значна частина творів виконується в авторських обробках Віктора Квітки.
Окрім класичної духової програми, оркестр виконує дефіле-програми — синхронні маршові композиції, що поєднують музику з пластичними та стройовими елементами. Нові постановки дефіле регулярно оновлюються за участі студенток, а також дружини керівника оркестру — Наталії Миколаївни Квітки, керівниці створеного в 2003 році на базі «Роксолани» джаз-ансамблю «Roksi-band».
Частина випускниць «Роксолани» продовжує займатися духовою музикою професійно. Так, у 2004 році на базі Київського професійного коледжу з посиленою військовою та фізичною підготовкою під керівництвом колишньої учасниці «Роксолани» Ярослави Прокопенко було створено духовий оркестр «Либідь».

## Нагороди та відзнаки
Народний аматорський дівочий духовий оркестр «Роксолана» є багаторазовим лауреатом та володарем гран-прі міжнародних, всеукраїнських, регіональних і обласних конкурсів та фестивалів. Нижче перелічені деякі з досягнень колективу.

### Національні відзнаки
- 2000—2013 рр. — учасник Всеукраїнського фестивалю духової музики «У синього моря» (м. Партеніт)
- 2002 р. — І місце серед дівочих духових оркестрів на Всеукраїнському фестивалі-конкурсі «Трускавець представляє» (м. Трускавець)
- 2002—2006 рр. — неодноразовий переможець марш-параду духових оркестрів у м. Полтава
- 2002—2016 рр. — постійний дипломант І ступеня фестивалю «Студентська весна» (Полтавська область)
- 2003 р. — участь у творчому звіті майстрів мистецтв і художніх колективів Полтавської області «Духовна ода Полтавщини» в Національному палаці «Україна» (м. Київ)
- 2003 р. — оркестру присвоєно почесне звання «народний аматорський»
- 2007—2016 рр. — щорічний володар гран-прі марш-параду духових оркестрів у м. Полтава
- 2009 р. — переможець Всеукраїнського фестивалю духових оркестрів «Моршин збирає друзів» (м. Моршин)
- 2009—2013 рр. — учасник і лауреат Всеукраїнського фестивалю «Карпатські передзвони» (м. Моршин)[19]
- 2009—2013 рр. — лауреат Міжнародного фестивалю-конкурсу духових оркестрів «Сурми України» (м. Суми)
- 2019 — переможець ІV Міжнародного фестивалю духових оркестрів та мажореток «Королівський лев» (м. Львів)[20]

### Міжнародні досягнення
- 2005—2009 рр. — лауреат Міжнародного Сицилійського фестивалю-карнавалу (Італія)
- 2013 р. — переможець ІІІ Міжнародного фестивалю духової музики «Кубок Сталінграда» в номінації «Студентські оркестри» (м. Волгоград, Росія)
- 2013 р. — лауреат конкурсу «Травневий вальс» (м. Несвіж, Білорусь)
- 2016 р. — лауреат конкурсу «Травневий вальс» (м. Вілейка, м. Молодечно, Білорусь)